# Hanna Ralph
Hanna Ralph, nata Johanna Antonia Adelheid Günther (Bad Kissingen, 25 settembre 1888 – Berlino Ovest, 25 marzo 1978), è stata un'attrice tedesca.

## Filmografia parziale
- Ferdinand Lassalle, regia di Rudolf Meinert (1918)
- Opium, regia di Robert Reinert (1919)
- Algol - Tragödie der Macht, regia di Hans Werckmeister (1920)
- La caduta di Troia (Helena), regia di Manfred Noa (1924)
- I Nibelunghi: Sigfrido (Die Nibelungen: Siegfried), regia di Fritz Lang (1924)
- Der Turm des Schweigens, regia di Johannes Guter (1925)
- Faust (Faust: Eine deutsche Volkssage), regia di F.W. Murnau (1926)
- Sant'Elena (Napoleon auf St. Helena), regia di Lupu Pick (1929)
- Marta (Martha), regia di Karl Anton (1936)
- Hinter Klostermauern, regia di Harald Reinl (1952)